# Lieve van Vliet
Lieve van Vliet (Goes, 24 oktober 1999) is een voormalig profvoetbalspeelster uit Nederland.
Ze speelde als middenvelder voor Excelsior in de Vrouwen Eredivisie.

## Clubcarrière
In haar jeugdjaren kwam Van Vliet uit voor VV Kloetinge, VV Oostkapelle en JVOZ. Ze kwam uit in jeugdopleiding van Sparta Rotterdam voordat Van Vliet overstapte naar Excelsior Rotterdam.
Op 27 augustus 2021 maakte Van Vliet haar debuut in de Vrouwen Eredivisie met een invalbeurt in de competitieopener tegen Ajax. Van Vliet verlengde aan het einde van het seizoen 2022/23 haar contract met een jaar.
Na het seizoen 2023/24 besloot Van Vliet een einde aan haar profcarrière te maken om zich op haar maatschappelijke carrière te kunnen richten. Dit combineert ze met voetballen bij de amateurs van VV IJzendijke.

## Statistieken
| Seizoen | Club      | Land      | Competitie         | Wedstrijden | Doelpunten |
| ------- | --------- | --------- | ------------------ | ----------- | ---------- |
| 2021/22 | Excelsior | Nederland | Vrouwen Eredivisie | 22          | 3          |
| 2022/23 | Excelsior | Nederland | Vrouwen Eredivisie | 20          | 0          |
| 2023/24 | Excelsior | Nederland | Vrouwen Eredivisie | 17          | 0          |
| Totaal  | Totaal    | Totaal    | Totaal             | 59          | 3          |

Laatste update: 14 mei 2024